# Gegen
De Gegen (Albanees: Gegët) vormen een van de twee Albanese stammen. De Gegische Albanezen leven in gebieden boven het Shkumbinrivier in Albanië, Kosovo, west-Noord-Macedonië en in mindere mate in Montenegro en Servië. De andere stam, uit zuid-Albanië, zijn de Tosken.

## Leefgebied
De Gegische Albanezen leven hoofdzakelijk in de noord- en centrale gebieden van Albanië, in Kosovo, het zuiden van Montenegro, het zuidoosten van Servië en het westen van Noord-Macedonië.

## Fysieke kenmerken

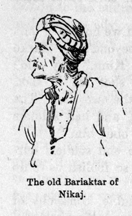
Tekening van een Gegë afkomstig uit de Nikaj-stam (1909)

De Gegische Albanezen worden beschreven als een Dinarische bevolkingsgroep met een lichte huidskleur en donkerblond tot donkerbruin haar in combinatie een bovengemiddelde lange lichaamslengte. De gemiddelde mannelijke lengte loopt op tot 187 cm. Ze worden fysiek gekenmerkt door ronde en lange gezichten, een plat achterhoofd met een prominente neus en onderkaak.

## Cultuur
Traditioneel gezien is de Gegisch-Albanese cultuur een stamcultuur gebaseerd op de patrilineaire afstamming. De stamcultuur was gebaseerd op een clansysteem van bloedverwantschap en loyaliteit. Op het platteland dragen de Gegische Albanezen vaak dezelfde achternaam doordat zij tot dezelfde stam (Albanees: fis) behoren. De nederzettingen worden over het algemeen gekenmerkt door verschillende en afzonderlijke boerderijen, doorgaans de kern van inkomstenbron van de families.

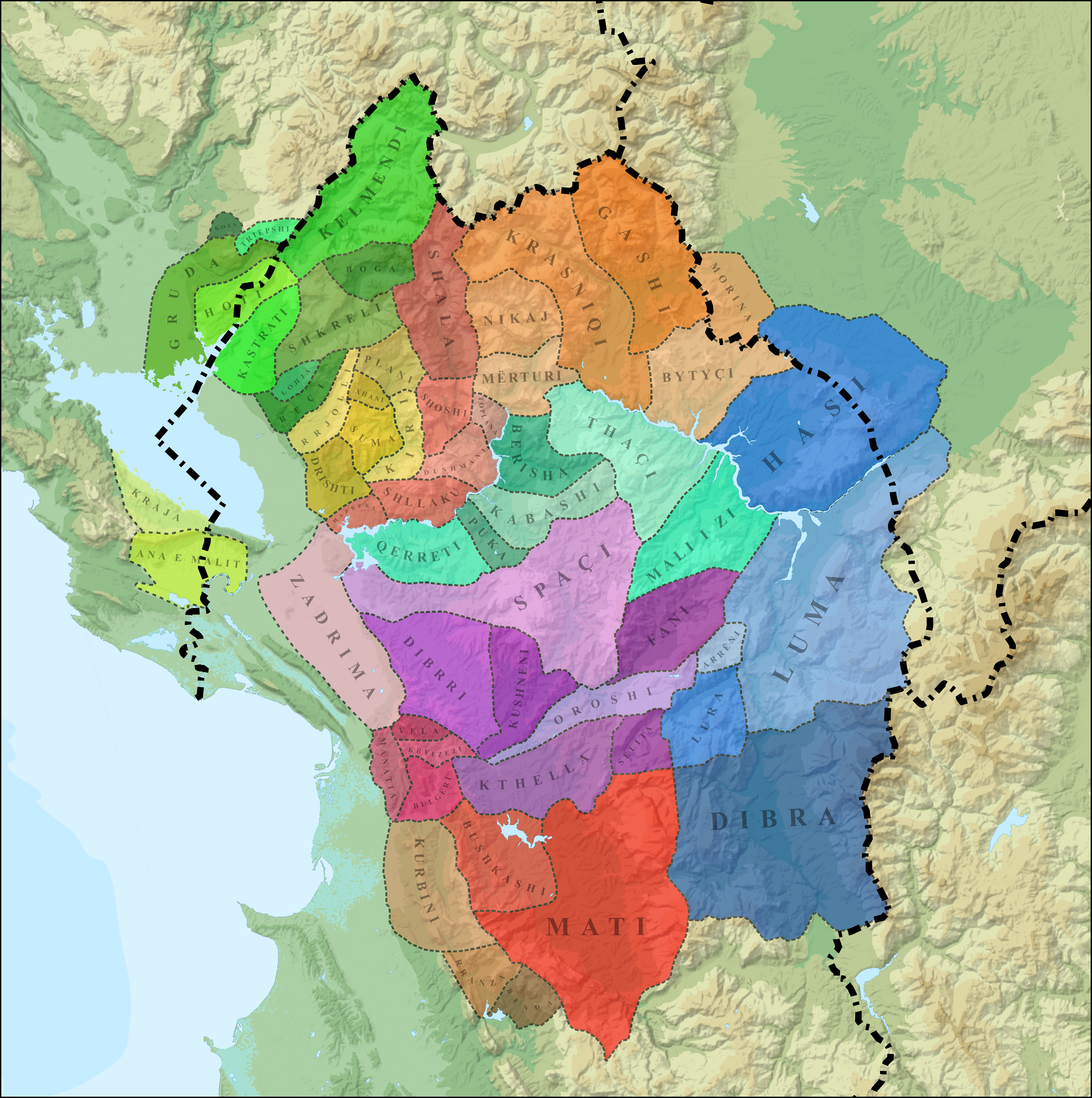
Kaart van Gegisch-Albanese stammen

Het stuk land waar de clan woont behoort traditioneel gezien aan de stamvader waarna zijn zoons de familie uitbreiden. Mede door de traditionele, dominante rol van de man was het huwelijk van oudsher een overeenkomst die tussen de twee familiehoofden van de stam werd gesloten.

### Kanun van Lekë Dukagjini
Het vorstendom Dukagjini kan beschouwt worden als de belangrijkste staatvorming van Gegische stammen. Dit voormalige middeleeuwse Albanees vorstendom komt tegenwoordig overeen met gebieden in noord-Albanië, west-Kosovo (hedendaags ookwel Dukagjini genoemd) en zuid-Montenegro.
Voor de bekering naar de islam tijdens de Ottomaanse bezetting waren de noord-Albanese stammen rooms-katholiek. Onder heerschappij van prins Lekë III Dukagjini werd destijds de kanun geschreven, in het Albanees worden de opvattingen aangeduid als Besa. 
De kanun betrof een wettekst met normen en waarden waar de Gegische stammen zich aan moesten houden. De vier zuilen betroffen:
- Nderi (eer)
- Mikpritja (gastvrijheid)
- Sjellja (rechtvaardigheid)
- Fis (Loyaliteit aan de stam)

Ook is er een bekende wet dat Albanezen horen te verenigen ondanks de religieuze verschillen. Een bekende zin is Feja e Shqiptarit është Shqiptaria. (Nederlands: Het geloof van de Albanezen is Groot-Albanië).
In de kanun staan ook controversiële wetten zoals bloedwraak (Gjakmarrja) en de traditionele rol van de vrouw.

### Klederdracht

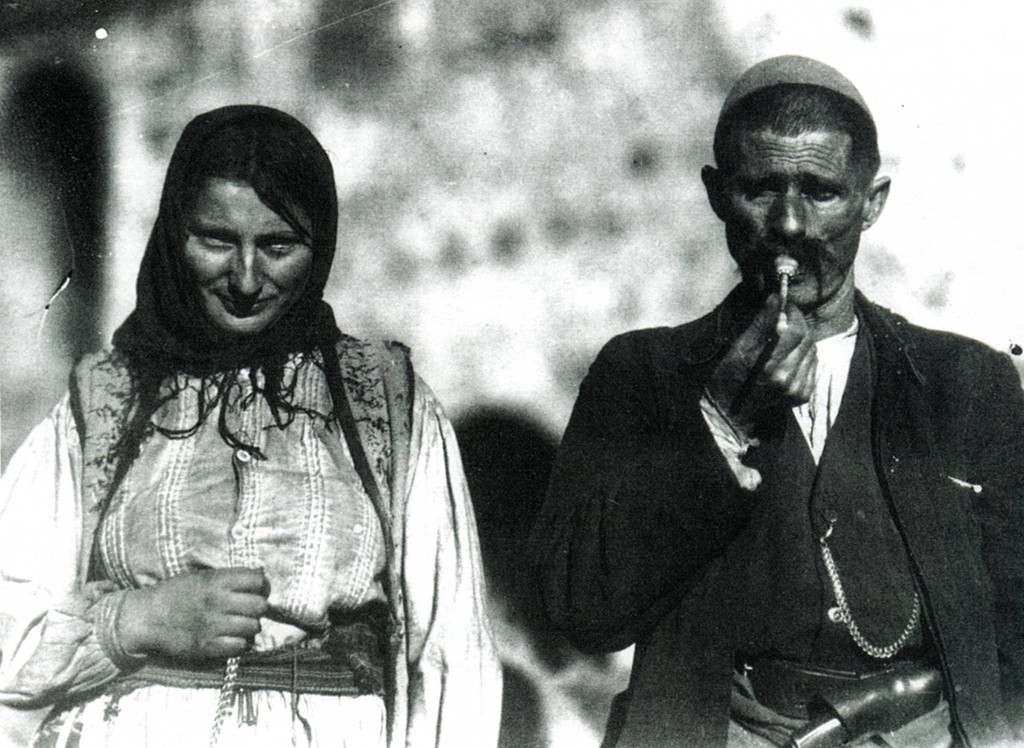
Gegische klederdracht (1929)

De traditionele klederdracht van een Gegische man bestaat uit een lichtgekleurd overhemd gecombineerd met een wijde, loszittende broek; ookwel tirq genoemd. Deze broek wordt stevig vastgemaakt met een riem, de brez. Boven die uitrusting wordt de xhamadan, een wolle, roodfluwele vest versierd met folkloristische accenten en een goud patroon. De mannen dragen ook een opvallende witte hoed, de qeleshe (Gegisch: plis) gemaakt van wol.
De traditionele klederdracht voor Gegische vrouwen heet de xhubaleta en gaat doorgaans gepaard met oor- en ring-versieringen.

## Taal en religie
De Gegische Albanezen spreken Gegisch, een variant van het Albanees met verschillende regionale dialecten. Ondanks dat Gegen, met iets meer dan de helft, de meerderheid vormen in de Republiek Albanië, is het Toskisch de ambtelijke taal van het land.
De meeste Gegen zijn islamitisch. Een minderheid van de Gegen is rooms-katholiek, vooral in de gebieden in noord-Albanië en het westen van Kosovo leeft een aanzienlijke katholieke minderheid.

## Verschil met Tosken
De Toskische Albanezen, inheems onder het Shkumbinrivier in zuid-Albanië en verder in Griekenland en het zuiden van Noord-Macedonië, verschillen in een aantal opzichten met de Gegen.
De Tosken hebben doorgaans een gemiddelde lengte en meer pigment in huid en haar en hebben een mediterraans uiterlijk. Een cultureel verschil is dat de Tosken 'progressiever' zouden zijn dan Gegen en naast de islam, de oosters-orthodoxe kerk ook prominent aanwezig is.
Tijdens de  Ottomaanse bezetting van de Albanese gebieden, isoleerden de noord-Albanese stammen, in tegenstelling tot de Tosken; die de banden met Ottomanen versterkten, zich van de Ottomaanse samenleving. Het Ottomaans gezag was content met geen volledige overgave van de Gegen omdat als ruil de stammen tijdens militaire operaties van het Ottomaanse leger, indien nodig, huursoldaten moesten afstaan.

## Bekende Gegische Albanezen
- Lekë Dukagjini
- Gjergj Kastrioti
- Prek Cali
- Isa Boletini
- Ded Gjo Luli
- Sokol Baci
- Moeder Teresa
- Adem Jashari
- Ibrahim Rugova
- Hashim Thaçi
- Lorik Cana
- Granit Xhaka
- Kosovare Asllani
- Dua Lipa